# Bandlichtmot
De bandlichtmot (Sciota adelphella) (synoniem P. spissicella) is een nachtvlinder uit de familie Pyralidae, de snuitmotten. De spanwijdte van de vlinder bedraagt tussen de 20 en 24 millimeter.

## Waardplanten
De bandlichtmot heeft als waardplanten witte abeel, schietwilg en kruipwilg.

## Voorkomen in Nederland en België
De bandlichtmot is in Nederland en België een vrij algemene soort, in België vooral in het noorden. De soort kent één generatie die vliegt van halverwege juni tot en met augustus.